# زهو رونغجي
زهو رونغجي (بالصينية: 朱镕基) (و. 1928  م) هو سياسي، ومهندس، وشخصية أعمال من الصين، وجمهورية الصين، ولد في تشانغشا، هو عضوٌ الحزب الشيوعي الصيني.

## مناصب
تولى منصب رئيس مجلس الدولة الصيني (17 مارس 1998–16 مارس 2003)
- نائب رئيس مجلس الدولة في جمهورية الصين الشعبية (29 مارس 1993–17 مارس 1998)
- عضو المكتب السياسي للحزب الشيوعي الصيني (19 أكتوبر 1992–15 نوفمبر 2002)
- أمين لجنة شنغهاي للحزب الشيوعى الصينى (1989–1991)
- عمدة شانغهاي (أبريل 1988–أبريل 1991)

## التعليم
تعلم في جامعة تسينغ - هوا، في تخصص هندسة كهربائية (حتى 1951).

## روابط خارجية
- زهو رونغجي على موقع الموسوعة البريطانية (الإنجليزية)
- زهو رونغجي على موقع مونزينجر (الألمانية)